# 91275 Billsmith
91275 Billsmith este un asteroid din centura principală de asteroizi.

## Descriere
91275 Billsmith este un asteroid din centura principală de asteroizi. A fost descoperit pe 13 martie 1999 la Goodricke-Pigott de Roy A. Tucker. Asteroidul prezintă o orbită caracterizată de o semiaxă mare de 2,39 ua, o excentricitate de 0,14 și o înclinație de 2,9° în raport cu ecliptica.